# Стебни (Ивано-Франковская область)
Сте́бни (укр. Стебні) — село в Белоберёзской сельской общине Верховинского района Ивано-Франковской области Украины.
Население по переписи 2001 года составляло 728 человек. Занимает площадь 84 км². Почтовый индекс — 78715. Телефонный код — 03432.